# La Figuera
La Figuera ist eine katalanische Gemeinde in der Provinz Tarragona im Nordosten Spaniens.